# 团山街道 (盖州市)
团山街道，是中华人民共和国辽宁省营口市盖州市下辖的一个乡镇级行政单位。

## 行政区划
团山街道下辖以下地区：
团山村、郑屯村、石桥村、张瓦房村、王而岗村、张漠洛村、门漠洛村、李漠洛村、任屯村、西崴子村、光辉村和北海村。